# Radisson Blu
Radisson Blu es una cadena internacional de hoteles propiedad de Radisson Hotels. Aunque sus orígenes se remontan a la década de 1960, la marca Radisson Blu se creó en 2009 tras el cambio de nombre de Radisson SAS. Sus hoteles se encuentran principalmente en grandes ciudades, aeropuertos importantes y destinos turísticos. Es descrita como una cadena de hoteles «de gama alta superior».

## Historia

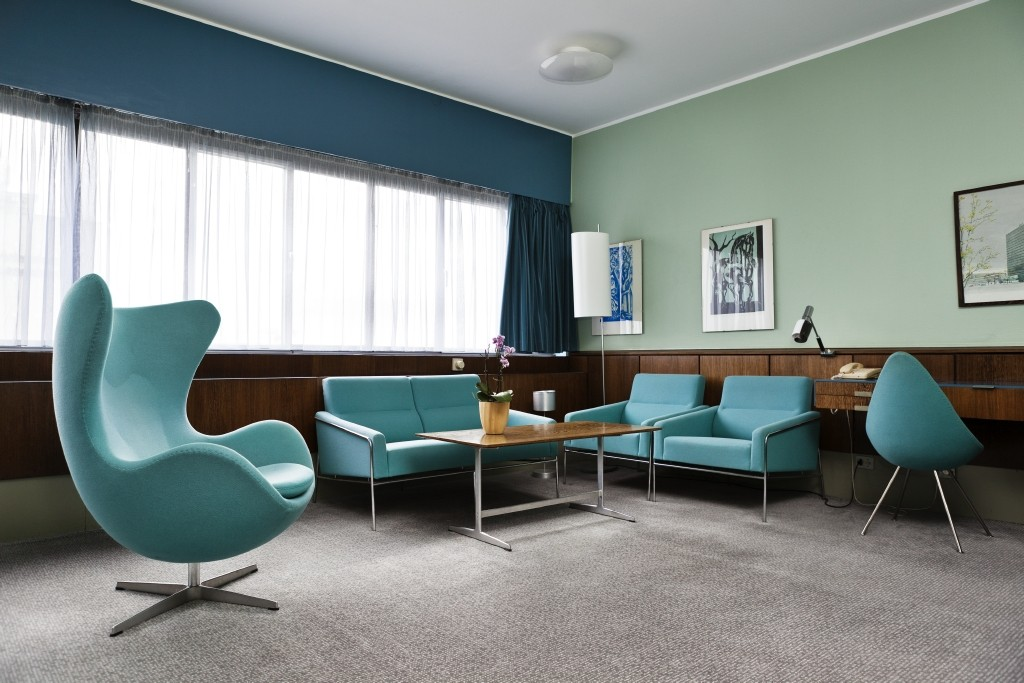
La habitación 606 del SAS Royal Hotel de Copenhague, diseñado por Arne Jacobsen.

### SAS Royal Hotel y primeros años
Los orígenes de Radisson Blu se remontan a la inauguración del SAS Royal Hotel en Copenhague (Dinamarca) en 1960. Diseñado por Arne Jacobsen para el Grupo SAS, fue el primer hotel de diseño del mundo. El hotel pertenecía inicialmente a la división de catering del grupo, pero esta se fusionó con la división de hoteles para convertirse en SAS Catering and Hotels. En 1982, los hoteles se escindieron en una división separada con el nombre de SAS International Hotels, y en 1985 pasaron a llamarse SAS International Hotels.

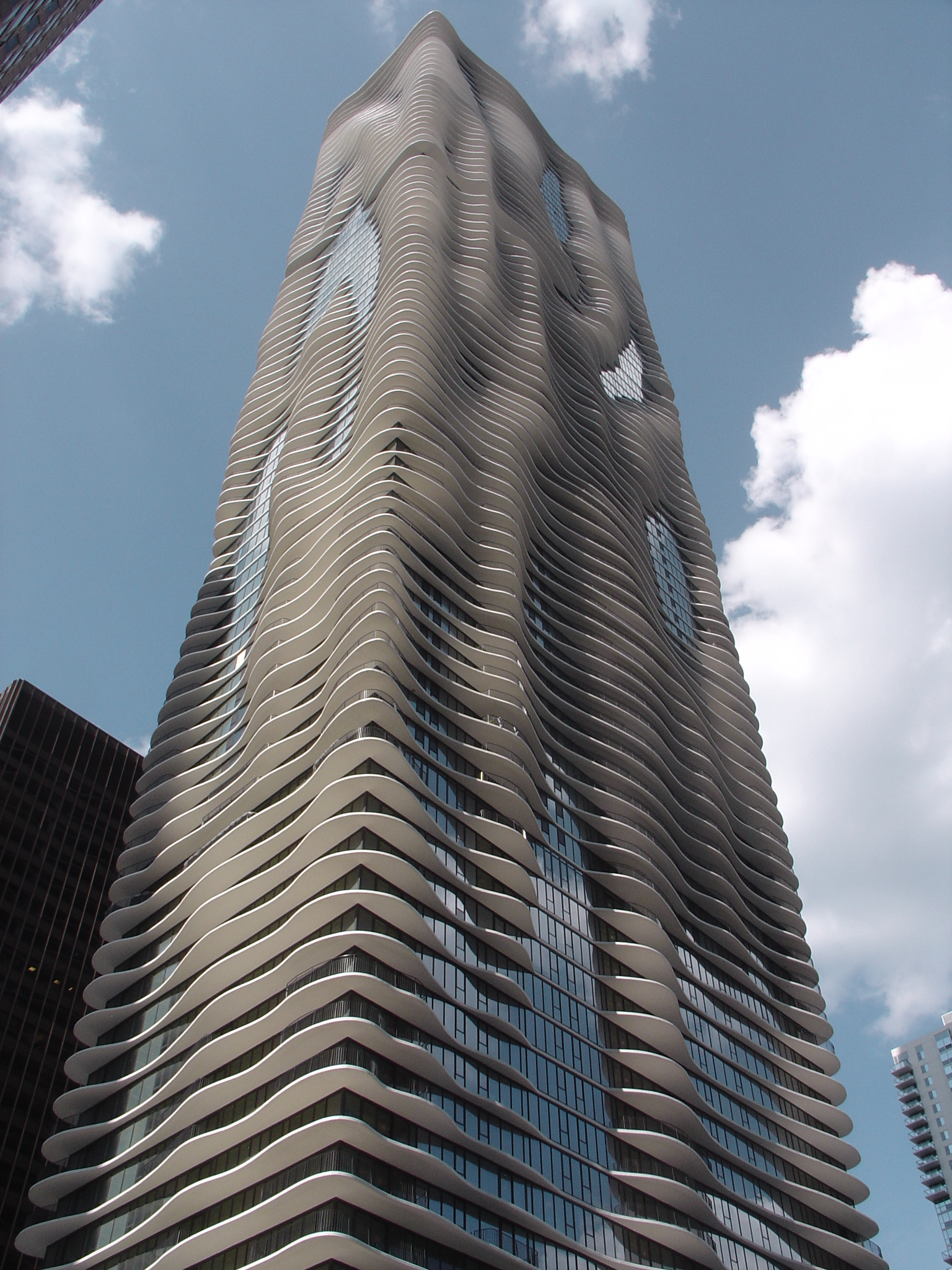
El Radisson Blu Aqua Hotel en Chicago (Estados Unidos).

En 1994, se creó Radisson SAS como una asociación entre Radisson y SAS International Hotels para sus operaciones en Europa, Oriente Medio y África. En el año 2000, la marca tenía cien hoteles.

### Cambio de nombre a Radisson Blu
La marca Radisson Blu empezó a existir en 2009 cuando Radisson SAS cambió su nombre por el de Radisson Blu. El nombre «Blu» fue escogido como resultado de un proyecto de investigación que pretendía encontrar una nueva identidad visual para la cadena dado que la compañía pretendía reemplazar la familiar caja azul de SAS.
Radisson Blu entró en el mercado estadounidense en 2011 con la inauguración de su primer hotel en Chicago. Este hotel ocupa parte del rascacielos Aqua diseñado por Jeanne Gang. En 2013 abrió su segundo hotel en los Estados Unidos, conectado al Mall of America de Bloomington (Minnesota). En 2010, Radisson Blu fue reconocida como la cadena de hoteles de gama alta más grande de Europa.